# Pintail Island
Pintail Island – niezamieszkana wyspa należąca do Archipelagu Arktycznego, znajdująca się w regionie Kivalliq, Nunavut, Kanada. Wyspa zlokalizowana jest przy wejściu do zatoki Chesterfield Inlet.